# ファンタシースターユニバース
『ファンタシースターユニバース』（Phantasy Star Universe、略称はPSU）は、2006年8月31日にセガより発売されたPlayStation 2およびWindows用（Xbox 360版は2006年12月14日発売）オンライン対応ロールプレイングゲーム。

## 概要
本作は『ファンタシースターオンライン』（以下PSO）の続編として開発・発売されたゲームである。PSOの単なるバージョンアップ版ではなく、「完全な新作」として6年振りに制作された。同社の「ファンタシースターシリーズ」の一翼を担うゲームであり、前作同様のフラッグタイトルとして共通の世界設定を持つ。
基本的なゲームシステムは、リアルタイムで展開する戦闘、攻撃のタイミングや敵キャラクターとの位置取りなど、前作からのアクションロールプレイングゲームとしての要素を引き継いだものとなっている。しかし「ネットワークモード」におけるサーバの接続人数の規模など、さらなるスケールアップが図られており、前作より様々な要素が変更・追加され、大きな違いがもたらされた（#PSOとの戦闘システムの相違点を参照）。
ゲームモードは「ストーリー」「エクストラ」「ネットワーク」の3種類が存在し、それぞれのモードごとにゲームの特性が異なる。詳しくは後述する。
キャッチコピーは「すべてのRPGを過去にする」、「君の守るべきものは、何だ？」

## 来歴
2006年8月31日PlayStation 2版とWindows版のプラットフォームで発売され、2006年12月14日にはXbox 360版が発売された。日本版のWindows版と同PlayStation 2版ではサーバを共有しているが、Xbox 360版はそれとは別に専用サーバが設置され、こちらは米国および欧州のプレイヤーも混在した形で運営されている。また2008年9月25日から、Windows版に限りクライアントソフトの無料配布が行われている。

### サービスの終了
海外版Windows、同PlayStation 2版では日本を除いた全世界共通サーバで運営されていたが、こちらは2010年3月31日をもってオンラインサービスが終了した。
続いて、2011年4月14日メンテナンス後より国内PS2版でのオンライン運営は終了し、Xbox 360版も2012年9月7日15:00を以てサービスを終了、残るPC版も同年9月27日24:00を以てサービスを終了することとなった。
サービス終了後の2016年8月31日、後継作『ファンタシースターオンライン2』のアップデート「銀翼と黄金の都」にて本作の10周年記念イベントが実装された。また、同年11月2日にはアップデート「壊世に在りし龍」にてイベント第2弾が実装予定となっている。

## 各機種での相違点
ゲーム内容、サービスに基本的な違いはないが、Windows版はマシンスペックと設定によりPlayStation 2版よりも高画質、高フレームレートでゲームを楽しむことができる。ただしWindows版は動作に必要なマシンスペックが2006年当時としては比較的高い上に、ネットワーク、ストーリー、エクストラモードに関わらず必ずネットワーク接続環境が必要となっている。これはディスクのコピーなどによる不正なプレイを監視する措置のため取られた仕様であり、オフラインモードのプレイにはガーディアンズライセンス（月額使用料金）の購入の必要はない。しかし認証用のサーバがメンテナンスや不具合の発生などでアクセスできない場合は、各オフラインモードがプレイできなくなる。
オフラインモードのセーブデータは、PlayStation 2、Xbox版の場合は専用の記録媒体に、Windows版の場合はローカルディスク（パソコン内）に保存する方法と、ソニックチーム提供の専用サーバに保存する方法の2つが用意されている。後者の場合であってもガーディアンズライセンスの購入は必要なく、PSUがプレイできる環境さえあればログインIDとパスワードを入力して どこでも自分のキャラクターデータを参照しロードすることができる。しかしこの方法でセーブされたデータはローカルに保存することはできず、逆にローカルからサーバへとデータをアップロードすることもできない。
また、推奨動作環境を満たしたWindows版と比べた場合、PlayStation 2版でのゲームプレイはハード性能のためしばしば制限される現象が生じる。キャラクターや映像エフェクトが多く表れる場面では、グラフィック処理が追いつかず動作が重くなってしまい、著しい場合にはゲームプレイに支障をきたすこともある。その他にも、メモリ容量の問題や専用ハードディスクに対応していないことから、スクリーンショット（ゲーム画像）を撮影する機能が無いなど、Windows版から見れば一部の操作機能や拡張性が満たされていない。Xbox版は現行プラットフォームであるXbox 360のハード性能により、高い動作環境が提供されている。
なお、PlayStation 2版のネットワークモードのプレイに際するガーディアンズライセンスの購入は、ゲーム機本体で手続きを行うことができないため、別途パソコンか携帯端末にて公式サイトにアクセスし購入することが必要である。

## ゲームシステム
アメリカのブリザード・エンターテイメント社制作のオンラインRPG『ディアブロ2』と同じく、オンラインとオフラインのキャラクターデータは隔離され、オフラインにはストーリー重視の「ストーリーモード」とローグタイプの「エクストラモード」が用意されている（Windows版はインターネットへの接続が必要）。オンラインモード――「ネットワークモード」のプレイには月額（正確には30日分の）課金のガーディアンズライセンスの購入が必要である。

### 主な目的
ネットワークRPGは一般的な（ドラゴンクエスト、ファイナルファンタジーに代表される）RPGとは目標へのベクトルが大きく異なる場合が多い。一般的なRPGではおよそストーリーを進めて最終ボスを倒しエンディングを迎える形式とされるが、ネットワークRPGは基本的にエンディング（ゲームクリア）の概念が希薄であり、そこでのプレイの目的は「キャラクターの育成」「アイテム集め」「他のプレイヤーとの交流」に主眼が置かれる。前作PSO同様、本作にも最終ボスは存在しており、ストーリーを進めるゲームモードにおいては在来のRPGに准えて位置付けられるが、ネットワークモードではストーリーとしての存在意義は薄く、概してプレイヤーにとってラストボス及びストーリー完走は1つの通過点でしかない。

### ネットワークモード
「ネットワークモード」では他のプレイヤーとインターネットを介して同時に冒険することができる。セーブデータは運営下のサーバでの管理となる。ログインID、ゲームキー（シリアルナンバー）はサーバを同じくするWindows版、PlayStation 2版において共通であるため、どちらのプラットフォームを用いても同一のキャラクターでのプレイが可能となっている。ただしXbox版は異なるサーバでの運営であるため、ログインID、ゲームキーも異なりプレイヤーは新規のキャラクターを作成することになる。また、オフラインモードとオンラインモードとのキャラクターのデータは別体とされ、家庭用ゲーム機版PSOのゲームシステムにあったような相互の反映はいずれのプラットフォームでも行えない。
ネットワークモードのサーバは「ユニバース」と呼ばれ、同一のゲームの世界が分散されている。別のユニバースにいるキャラクターに出会うことはできないが、ログインした状態での他のユニバースへの移動は可能である。
MOとMMOの融合
『PSU』のネットワークモードは、「ユニバース」（PSOにおけるship＝サーバ）の同時接続人数は500人前後と『PSO』より拡大されている。加えて、惑星間にまたがって設けられたシティや多数の中継地点などの「ロビー」を経由する形で、各冒険フィールドが用意されている。
ネットワークモードにおける冒険フィールドにおいては完全に独立したMORPGであり、プレイヤーは「ロビー」で「パーティー」を組むか、既に冒険している他のプレイヤーの「パーティー」を探し出して参入し、1つのパーティーに参加できる最大人数の6人でミッションをプレイすることができる。
ロビー間の移動
一つのサーバには、各惑星の「シティ」と設定されるメインロビーを中心として、「中継地点」である数多くのサブロビーが設けられている。サブロビーへの移動は、初期のアップデート前にはシティからミッションを受託しクリアするしか方法はなく断絶されていた。後のアップデートによってサブロビーへの移動はシティのみに設置されているワープ受付嬢に話しかけて任意に移動できるシステムが追加されたが、それにはあくまでパーティメンバーのいずれかが目的地であるサブロビーに到達している必要があった。
なおサブロビーから別のサブロビーへは直接ワープする方法はなく、その移動には一度シティに戻らねばならない。
他惑星のサブロビーへと移動する場合さらなる手順を必要とされる。その場合、一度戻ったシティからさらにシャトルを利用し他惑星へのシティへと行くか、もしくはワープキューブからマイルームへと戻りそこを経由して目的の惑星のシティへと移動し、そこからさらに目的地であるサブロビーを目指す段階を踏む。またミッションを経由して進むルートは一方通行であったり、行き止まりとなっているサブロビーも多く、その場合にもまたシティなりマイルームなりに戻るしかなくなる。
PSUのロビー構成は広大なマップを演出したが、目的地まで多くの手順を要求する結果となり、移動に際し発生するゲームのローディング待ち時間もくわわって、プレイヤーにストレスをもたらす状況を招いた。この問題は、PSUのバージョンアップ版であり続編である「ファンタシースターユニバース イルミナスの野望」においても根本的には改善されていない（ただしイルミナスの野望からは、一度行ったサブロビーへはワープ受付嬢にゲーム内通貨であるメセタを支払っていつでも移動できる仕様となった。また、2010年3月18日のアップデートにより、ガーディアンズ本部・支部から遠隔地のサブロビーから受託するミッションが開始できるようになっており、加えてガーディアンズ本部・支部間の直接移動も可能となったなど、バージョンを重ねるごとに利便性の向上が図られている）。

### キャラクター
ネットワークモード、エクストラモードのプレイに際しては、プレイヤーキャラクターを作成する。

#### キャラクタークリエイト
プレイヤーは4種の種族「ヒューマン」、「ニューマン」、「ビースト」、「キャスト」の中から1種類を選び、これに3種の戦闘タイプ（職業）「ハンター」、「レンジャー」、「フォース」と性別を組み合わせてキャラクターを作成する。キャラクターはそれら三つの要素により、ステータスや使用できるスキルなどの特性が決定する。「戦闘タイプ」はキャラクター作成後にも変更することができる（#戦闘タイプに後述）。
PSUのキャラクタークリエイトはPSOからの流れを組む物となっている。過去にセガが発売したセガサターンのRPG『AZEL -パンツァードラグーン RPG-』におけるドラゴンの攻撃形態を変更するモーフィングの機能を応用することにより、キャラクターの作成の際、体型や顔の形の調整を無段階に等しく行えることが実現した。
その機能を継承するPSUのキャラクタークリエイトは、さらに詳細なキャラクター作成を可能にしており、プレイヤーの思い通りのキャラクターを作り出せるものとなっている。PSOのキャラクタークリエイトでは6種の項目が変更可能とされていたが、PSUでは全種族を含めて16種の項目が変更可能に拡大されている。PSOでは選択式となっていた項目も、無段階での調整ができるようになった。
キャラクターの外観については「服装」という要素が新たに用意された。「服」（キャストの場合はパーツ）はアイテムとされ、ゲーム中のショップからの購入などの手段で入手して着替えることが可能である。また「服」はキャラクタークラスを示すものではなくなり、またステータスに変化を生じさせるものでもなく、あくまで装飾として意義づけられている。これによりキャラクターの装備・特性が外観に表れるゲームとは違い、各プレイヤーキャラクターごとに自由な個性を持たせた自在な装飾が可能となっている。
本作からはキャラクターボイスも追加された。用意された数種類のボイスの中から1つを選び、「ボイスピッチ」を変更することで好みの声質に設定できる。
キャラクターはどちらのモードにおいても最大4体の作成が可能である。
戦闘タイプ
一般的にRPGのキャラクター概念といえば「剣士」や「魔法使い」などがあり、それらが「職業（job）」とされることが概ねであるが、PSUにおいて相当するものは「戦闘タイプ」と設定されている。「戦闘タイプ」はキャラクター作成後の変更が可能であり、ゲーム内通貨の「メセタ」を支払っておこなう。
また戦闘タイプにはレベルが存在しており、初期の戦闘タイプのレベルを上げることでさらなる上位の戦闘タイプのキャラクターとなれる。上位の戦闘タイプには「ハンター」をさらに攻撃特化させた「フォルテファイター」などの特化系、「ハンター+レンジャー」である「ファイガンナー」といった複合系などがあり、それらはより高グレードランクの装備アイテムを扱える。
星霊運
ネットワークモードにおいて、キャラクターの頭上に表示される名前の右横に、光り輝やく「星」が現れることがある。この「星」が現れた場合、ゲーム内での運勢と設定される「星霊運」が向上し、キャラクターのその日の行動にはプラス補正がもたらされる。
星霊運の向上による効果は、レアアイテムのドロップ確率、後述する武器の強化の成功率、武器を合成する際の成功率、などに関わってくる。効力の具合は、星の輝きの大きさにより数段階に分けられる。
星霊運の効力の選定はランダムによるものではなく、キャラクターの種族と性別を基準としたタイムテーブルが用いられている。

## ゲームの特色
ネットワークモードを主体として記述する。

### 武器・防具
PSUの世界設定には前作PSOから引き継がれた要素として、架空のエネルギー「フォトン」の設定がある。そのエネルギーを利用した技術によって作られた兵器が存在しており、「セイバー」や「ハンドガン」など白兵戦／銃撃戦の両方に対応した多様な武器が生産されている、とする設定も同様に継承されている。ただし、これら武器はPSOと同じくフォトンの光り輝く刃を形成し、光弾を発射するが、フォトンの色は「属性」を纏うことによって変化するものとなっており、武器のグレードランクを表す色とされていたPSOとは違うものとなっている。
またPSUで新たに加わった設定に、武器・防具などの装備を生産する会社ブランドの存在があり、アイテムにブランドごとの独自の特徴が持たされている。ブランドは3種類あり、「GRM」、「ヨウメイ」、「テノラ」等といったブランド品と、どこのブランドにも属さないノーブランドの「クバラ」に分かれる。
シールドライン
PSUの世界の防具は「シールドライン」と呼ばれる。着衣に設置する仕組みであり、装備者は不可視のフォトン膜によって外敵からの攻撃より防御される、とする設定である。シールドラインを装備している状態は、プレイヤーキャラクターのコスチュームに設けられたフォトンの帯状のラインが輝く形で表現され、防御力・回避力などのステータスが向上する。またコスチュームの発光はシールドラインの属性により色が変わる。
PSOの防具と同様、シールドラインにも拡張スロットを有すものがあり、その種のシールドラインはそこに「ユニット」を装着することでキャラクターの能力をさらに上昇させる。最大で4つの拡張スロットを有する点も同じだが、PSOとは違いそれぞれが「ヘッド（頭部）」、「アーム（腕部）」、「ボディ（体）」、「エクストラ」とする箇所に分類される。シールドラインにより有する拡張スロットの数・箇所は種類によって異なるが、それはPSOから受け継がれている要素である。
グラインダーによる強化
武器には基本的な初期性能のほか「属性値」（高いほど相対する属性を持つエネミーに対するダメージが上がる）によっても影響されるが、武器を強化するアイテム「グラインダー」の使用によってその性能を強化は最大10段階まで上昇させることができる。PSOから継承されている要素であるが、PSUからのグラインダーによる武器の強化は大きく仕様変更がなされている。武器の強化は「フォトンポイント」（後述）の総量の増大にも関わっているため、PSUの武器強化はPSOよりさらに重要性が増した。
グラインダーを用いて即時にその場で武器を強化できた前作に比べて、PSUではゲーム内の特定の場所で強化することに限定されており、概してその武器の製造会社の本店と設定されるショップへと行く必要がある。さらに使用するグラインダーは、武器のランクに対応するものを用意することが必需となっている。
しかし今作はランダムで武器強化に失敗することが起こるようになり、また初期のアップデート前は一回でも強化に失敗するとその武器が喪失してしまうようになっている。その後のアップデートでリスクは軽減したが、それでも失敗すると強化値が0に戻るとともに、強化できる最大限界値が一回の失敗につき1つ減らされていく。

#### 各装備品ブランドの設定・特徴
ゲーム内の武器・防具は製作ブランドが設定されており、それぞれの特徴が現れたものとなっている。
GRM
GRM（ガルム）社は惑星パルムに本拠を置く総合大企業であり、グラール太陽系においてキャストを製造する権利を持つ唯一の企業である。装備品はバランスの取れた能力を重視して開発されるが、特化したものは無くとも高い水準の製品を完成させている。同盟軍の装備品や宇宙戦艦などもGRM社のものが制式採用される。
GRMの武器は、攻撃力、フォトンポイント総量、命中率などのステータスの値が平均的であり、扱いやすいものとなっている。シールドラインもまた同様に設定通りのバランス重視、またはキャスト向けの性能である。アイテムのネーミングには「セイバー」や「ハンドガン」等、PSOから引き継いだ名称を含めた英語からのものとなっている。
ヨウメイ
惑星ニューデイズの首都オウトク・シティに本拠を構える武器メーカー。流麗なデザインの武器が多く、グラール教団で使用されている装備品は概ねヨウメイ製である。
ヨウメイの武器は、攻撃力よりもフォトンポイントの総量などに特化しテクニックやフォトンアーツを多用する状況に適している。またシールドラインはフォース向けに防御力が高い傾向がある。アイテムのネーミングは「ピスタトル」「サイユウホウ」等、和風に近づけた独特なもの。
テノラ・ワークス
惑星モトゥブに本店を構えるテノラ社は、GRMなどの大手企業と比べると中小規模のアンダーグラウンド系ショップとなっている。しかし、ローグスの幹部などは同社の製品を好んで利用する。
武器は攻撃力・命中率を重視したものとなっているが、その代わりにフォトンポイントの総量が少なく、威力の振れ幅も大きめ。ただし、命中率の低い種族であるビーストなどの装備には適している。シールドラインは回避力が高い傾向にある。アイテムのネーミングには「シッガ・ダムド」等、異民族系を意識したもの。
クバラ
コピー版、規格外のものとされる。どこの会社にも属していない製品であり、正式にサポートをしている会社は無い。コピー版の名前の語尾の「～ック」は、モトゥブのジャンク街が集まる街「クバラ・シティ」が語源となっている。
完成品はショップで販売されない。完成品の入手は特別なイベントでのドロップなどや、合成によって作り出した場合に限られている（ユーザーショップでの購入を除く）。コピー版とされるクバラの武器はブランド製品とされるアイテムの色違い（灰色）となり、それ以外にはオリジナルデザインのものが存在する。基本的にコピー版は合成における製作コストは低いが、性能がブランド製品よりも劣る。しかしそれは初期値であり、グラインダーでの武器強化を繰り返し成功させることで最終的にスペックは上回る。また武器強化はフォトンポイントの総量の向上にも著しく表れるため、クバラの武器はヨウメイよりもフォトンポイントの総量が多い武器として扱われる。コピー版のアイテムのネーミングは「セイバック」「ハンドガック」等、ブランド製品の名前の最後に「～ック」を付け加えたものとなる。なおクバラ模造品にシールドラインは存在せず、武器のみである。

#### 武器の種類
現在公開されている武器の種別は全部で23種類。武器によっては攻撃時に「毒」や「麻痺」などの効果を発生させるものや、フォトンアーツの威力を向上させるものもある。
セイバー系
（セイバー/サベラ/セバラ等）
右手に持つ細身の片手剣で、対単体を攻撃する。原則として全ての職業が装備可能。
PSOではあまり使い勝手が良くなかったが、PSUでは複数に攻撃できるPAスキルなどの導入によってオールラウンドに通用するようになった。
外観はスター・ウォーズ・シリーズの「ライトセーバー」に非常に近い。
ダガー系
（ダガー/ダガンザシ/ダガ・ダガ等）
右手に逆手でもつ小刀。セイバーよりも威力や範囲が小さいが、素早いモーションを持ち攻撃数や命中力が大きい。これも様々な職業が装備できる。
クロー系
（ミサキ等）
右手に装着する爪の形状をした、PSシリーズの伝統的な武器。
限られた職業しか装備できず、リーチも短いが片手武器の中では最強の部類に入る。現在はヨウメイとテノラ、クバラ製品が存在する。
PSOではあまりの使い辛さにネタ武器扱いされていたが、PSUでは非常に使いやすい優秀な攻撃モーションを繰り出せるようになった。
ウィップ系
（ヴィシ等）
右手に装着するフォトン形成された鞭。「イルミナスの野望」から新規追加。
威力は低いが、状態異常を付与できる武器種類が比較的多い。また同時攻撃数も多く、片手武器では広い攻撃範囲を有している。
スライサー系
（ヒケン等）
右手に持つブーメラン状の特殊な打撃武器。ファンタシースターシリーズの伝統的な武器だが、「イルミナスの野望」からの追加である。
武器自体の性能は低めだが、スキルはそれを補えるだけの性能がある。
また湾曲した軌跡を描くフォトン刃を飛ばして攻撃するため、打撃系武器として最長射程を誇り、性能の低さを補ってなお余りある。
ソード系
（ソード/ソウルド/ソダッド等）
両腕に持つ巨大な剣。高い威力を誇る反面モーションが遅い弱点もある、ハンター系クラス用の武器。
PSOに比べて動作が非常に遅くなってしまったが、それでも驚異的な攻撃範囲は健在で3体を同時攻撃できる。さらに後の修正で4体への同時攻撃が可能になった。
スピア系
（スピア/スピナアタ/ムクピア等）
両腕にもつ槍型の武器。前作でのなぎ払い攻撃をするパルチザンとは違い、突き攻撃に変更されたため攻撃範囲が小さくなった。
ハンター系の武器であるが、幅広い職業が装備できる他、スキル性能なども優れている。
ナックル系
（ナックル/ネクアル/グッタ・ナクル等）
両腕に装着するグローブ型の武器。リーチは短いが素早い連続攻撃と扱いやすいモーションを持つ。
ちなみにPSUでは基本的に無装備状態での素手攻撃ができなくなった。
ダブルセイバー系
（ダブルセイバー等）
柄の両方に刃を持つ両手用の剣。通常攻撃・スキル共に、モーションに癖があり扱いづらいが、その性質上周囲の敵を同時に薙ぎ払うことが容易にできる。
アックス系
（アンク・トマホ等）
巨大な両手用の斧。高い破壊力を持つが、命中率が低く攻撃速度も遅い。
無印版ではネットワークモードのみに登場する。
ツインセイバー系
（ツインセイバー/リョウサベラ/アル・セバラ等）
PSOで言うムサシ系武器に該当し、今作で一般化した、両腕に一本ずつセイバーを持つ系統。
使いやすい連続攻撃とスキルにより、オールラウンドで活躍できる。
ツインダガー系
（ツインダガー/リョウダガン/アル・ダガ等）
PSOのダガー系武器に該当する、両腕に1本ずつダガーを持つ系統。
単発威力は低くスキルの癖も強いが、ツインセイバーよりも素早く手数が多い連続攻撃を繰り出せる。
ツインクロー系
（リョウミサキ等）
両腕にクローを装備するファンタシースターシリーズの伝統武器。
入手しにくいが、高い攻撃力や連続攻撃は非常にバランスが良く優秀な性能を持つ。
ハンドガン系
（ハンドガン/ピスタトル/ブドゥキ・ハド等）
左手に持つ短銃で、セイバーなどの片手武器と同時に装備できる。
平均的な攻撃力と命中力を持つ。主観視点による狙撃や、ステップしながらの発射も可能。
クロスボウ系
（クッポ・ウピンデ等）
左手に持つクロスボウ。限られた職種しか装備できない。複数方向に弾丸を同時発射する。
PSOで言う「ショット」に近い武器だが、同時発射数はそれよりは少ない。発射数はリンクしたバレットPAのレベルに依存する。
マシンガン系
（マシンガン/マッガン等）
機関銃。PSOでは両手に2丁持ちだったが本作では左手に1丁だけを持ち、右手の武器と同時装備できる。
1発あたりの威力は低いが、ボタンを押しっぱなしにしている間だけ弾を発射するものになり、その攻撃速度は全ての武器の中で最速を誇る。ただしPPの消耗が激しく射程も短い。
カード系
（キカミ等）
扇状に広がったフォトンから弾丸を複数飛ばす、上級フォース向けの射撃武器。ネットワークモードにのみに登場する。
弾丸はロックオンした対象を追尾する。リンクしたバレットPAが成長することで、同時発射数が増える。
ライフル系
（ライフル/ライホウ等）
非常に長い射程と比較的高い攻撃力を持つ。両手で扱う武器であるため、セイバーなどと併用はできずステップ撃ちも不可能。
この武器のバレットPAを成長させると、高レベルのステータス異常効果を発揮できるようになる。
ショットガン系
（シッガ・ダムド/アンザダナウ等）
両手持ちの散弾銃。近接時には弾丸は同時に1つの対象に命中させる事ができ、多段ヒットさせる事ができる。
バレットPAのレベル上昇に伴い、同時発射する弾数が増加する。
主観モードでの発砲はできず、また発射後にポンプアクションのような動作を行うため隙の大きい武器であるが、その分近接時に高い威力を発揮する。
ロングボウ系
（アルテイリ等）
非常に長い射程を持つ大弓。連射力が低いが、高い威力を持つ。
敵の防御力に影響されずダメージを与えることができるが、フォース系しか装備できない。
グレネード系
（グッレ・ネイダ等）
放物線を描く弾丸を発射する重火器。ネットワークモードにのみ登場する。
連射・主観射撃はできず、一部武器以外は弾道上とても扱いづらいが、非常に高い威力を持ち、複数の敵を吹き飛ばせる。
レーザーカノン系
（レーザーカノン等）
肩に抱えて発射する大型の光線銃。ビームは貫通し、複数の敵を巻き込んで攻撃できる。
ツインハンドガン系
（ツインハンドガン/リョウピスタトル/アルブ・ハド等）
両腕に1丁ずつハンドガンを装備する。両手射撃武器では唯一、サイドステップ中・主観モードでの発砲が可能。
1発あたりの威力は同ランクのハンドガンに劣るが、1度に2発発射するため、攻撃力が十分なら数値以上のダメージを与えられる。
シャドゥーグ系
（ドゥーク等）
「イルミナスの野望」より追加された攻撃ユニット。左手装備扱い。
任意操作はできないが、索敵範囲内のモンスターを捕捉し自動で攻撃する。
ウォンド系
（ウォンド/ワンドラ/ワガンガ等）
フォース専用武器。片手用で右手に装備する。通常攻撃はできないが、1本につき2つのテクニックをリンクできる。
ロッド系
（ロドウ等）
フォース専用武器。両腕に装備する。通常攻撃はできないが、1本につき4つのテクニックをリンクできる。
ウォンド系に比べて法撃力が高いが、テクニックの発動速度が遅い。
マドゥーグ系
（ピット/ナコン等）
「イルミナスの野望」より追加されたフォース専用武器。左手装備扱いで1本につき2つのテクニックをリンクできる。
法撃力がウォンドよりも低い装備だが、テクニックの発動速度が速く支援・回復テクニックの行使に向く。

### PSOとの戦闘システムの相違点
ターゲットに攻撃をしている最中でも方向キーを入力すると任意の方向へ方向転換できるようになり、これによって別のターゲットに攻撃対象をチェンジできるようになった。ただしフォース系にはロックオンがなく、テクニックを使う際、手動で使いたい方向にキャラクターを向けなくてはならない。
また、遠距離武器は特定のキーと組み合わせて攻撃すると向いている方向を固定して歩きながら発砲することが可能になった。その他銃器の新要素として、一度に複数の弾丸を発射するショットガン系やクロスボウ系の場合、一つのターゲットに同時に複数の弾丸を命中させれば多段ダメージを与えられるようにもなった。またそれ以外の一部射撃武器は、主観視点に変更すれば（移動はできない代わりに）上方を含めた自由な方向に打ち込むことができ、これにより弱点を集中して攻撃できるようになる。
武器は「アクションパレット」にセットされた物からチェンジすることができる。また、セイバーやハンドガンなどの片手武器同士は同時に装備し特定のキーを押しっぱなしにすることで装備を変更することなく二つの武器を使い分けることができ、これを使うとテクニカルな戦闘も可能になる。 ただし、コンボ中に剣→剣→銃というような攻撃は不可能。
ただし「セイバー+セイバー」や「セイバー+ナイフ」のような自由が利く組み合わせではなく「ハンドガンなどの射撃武器は左手専用」「セイバーなどの打撃武器は右手専用」という規則がある。
そのため「ツインセイバー」「ツインダガー」「ツインハンドガン」などは別途の両手装備カテゴリーとして存在し、これらや「スピア」などの両手武器は片手武器のセイバー等と同パレットに装備することはできない。

#### 攻撃とフォトンアーツ
戦闘はリアルタイムで進行し、「通常攻撃」と「フォトンアーツ」、そして「アイテム」や「トラップ」を駆使して冒険を進めることになる。フォトンアーツは装備している武器に装着（作中では「リンク」と言う）し、武器の持つ「フォトンポイント」を消費して発動する。ただしセイバー用のフォトンアーツをソード系の武器に装着するなどの異種間流用はできない。
近接武器には「スキル」、射撃武器には「バレット」、法撃武器には「テクニック」のフォトンアーツがリンクできる。また、フォトンアーツの発動には前述のように、武器ごとに割り当てられたフォトンポイントを使うのでプレイヤーキャラクターそのものには所謂マジックポイントの類の数値は存在しない。
フォトンアーツは基本的に「ディスク」を購入し使用することで習得できる。フォトンアーツはPSOでいうヘビーアタックやエクストラアタックに近い存在であるが、キャラクターのレベルとは別に各フォトンアーツ毎のレベルが設けられている。このレベルはフォトンアーツを使い込むほどに上がり、威力や効果、範囲などの性能が向上する代わりに消費するフォトンポイントもわずかずつ多くなる。
しかしフォトンアーツのレベル上限は各職業毎に異なっており、ハンター系クラスはスキル、レンジャー系クラスはバレット、フォース系クラスはテクニックのレベル上限がそれぞれ高い。明確な職業の差別化が図られたことによりPSOのようにハンターが銃を持ったときレンジャーより強かったり、レンジャーが近接武器を振り回すという光景はあまり見られなくなった。
現在のネットワークモードと、拡張パッケージである「イルミナスの野望」のストーリーモードでは、これらの要素に加え、「ジャストアタック」と「ジャストカウンター」の仕様が導入されている。
通常攻撃、もしくはフォトンアーツのコンボ発動の際、タイミングよくボタンを押すとジャストアタックが発動し必ずクリティカルヒットが発生するようになる。また攻撃をガードした際にタイミングよくボタンを押すことで、ジャストカウンターが発動し無敵状態でクリティカルヒットを発生させられる｡

#### フォトンポイント/攻撃方法
- 近接武器の場合、通常攻撃でフォトンポイントが消費されることは無い。通常攻撃では、基本的に最高3回のコンボを繰り出すことができる。コンボの最中に発生する命中判定の回数や攻撃ディレイの時間は武器の種類により異なる。また、通常攻撃の他にリンクしたスキルを発動させることもできる。スキルにはフォトンアーツのレベルが一定まで上がると連続コンボを出すことができるようになるものが多い。スキルは通常攻撃のあとに発動させることもでき、最大で通常攻撃3+スキル3=6回のコンボが繰り出せる。
- 射撃武器の場合、通常攻撃であってもフォトンポイントを消費する。バレットをリンクさせることによりこの通常攻撃の攻撃力と命中力が変動し属性・特殊効果が付与される。バレットによる2つ目の特殊攻撃は存在しない。
- 法撃武器は通常攻撃ができない代わりに片手杖には2つ、両手杖には4つのテクニックをそれぞれのボタンに振り分けることができる。

フォトンポイントは装備していれば（これはつまり即時攻撃できる状態にしておけば）徐々に回復していくが、回復速度は遅いのでフォトンアーツを乱発するとすぐにフォトンポイント切れになるため注意が必要である。この自動回復速度は武器の種類とプレイヤーの職業、そしてゲームモード（オフライン/オンライン）によって異なる。他にも要所にあるフォトンチャージャーで「メセタ」を支払って回復するか、「フォトンチャージ」というアイテムを使うことでも回復できる。
また、拡張パッケージである「イルミナスの野望」発売以降、オンラインモードでは打撃武器の通常攻撃をヒットさせるとフォトンポイントが少量回復するように仕様変更された。
その仕様が入る前まで、ハンタークラスの職業はフォトンアーツをひたすら連打し、ポイントが無くなったら武器を取り替えて後は使わない、いわゆる「武器の使い捨て」的な戦い方を基本とし、通常攻撃の存在は無視されていたが、これにより多少なりとも意味のある存在となった。

#### アクションパレットの改定
ドリームキャスト版PSOではコントローラーの3つのボタンに対応する部分に「アクション」を振り分け、L or Rトリガーで裏パレットのON/OFFを切り替え、最大6つのアクションを行えるようになっていた。
これには「通常攻撃」の他に「回復アイテムの使用」「テクニック（魔法）の使用」などが含まれており、職業によってはボタンが足りなくなるという問題があった。また、武器のクイックチェンジには直接対応していなかった。
ボタン数の制限からAボタンは「アイテムを拾う」に設定されており（平常時はなんの機能も持たないが、アイテムなどに近寄ると自動的に変化する）このボタンに攻撃を割り当てると付近にアイテムがある場合、拾うのに手間取って一時的に攻撃ができなくなるなどの問題もあった。この仕様によりストーリー中の登場人物が配置したメッセージカプセルを開いてしまい、行動ができなくなってエネミーに殺害されてしまう「リコトラップ」現象などが存在した。
PSUでは通常時は現在の装備している武器によって攻撃やフォトンアーツ、テクニック発動などのアクションが固定で設定されるようになり、アクションパレットは純粋に装備を変更するだけの機能に置き換わった。基本的に武器は様々な種類のものを複数持ち歩くことになるが、同じ種類の武器を同時に大量にセットしても構わない。またアイテムの使用は装備品とは別枠のスロットにアイテム用のスロットが用意されており、そこからアイテムを選択してアクションパレットを閉じるとアイテムを使う方式に変更された。アイテムを拾ったり調べたりするボタンも攻撃などと干渉しないキーに配置された。

#### ガード行動
PSOでは向いている方向に関係なく回避率が高いと敵の攻撃を弾くようにガードしていたが、PSUでは敵の方向を向いている時にのみガードをする確率が発生するようになった。この変更により、下手に後退しようと敵に背中を見せると、かえって大ダメージを受ける場合がある。これは一部を除いた敵も同様であるため、敵の背後を取れば確実にダメージを与えることができる。

#### ステータス異常
PSUでは前作のPSOでゲームバランス的に問題があったステータス異常の調節がされている。たとえば麻痺（攻撃不可能）は一度発生するとアイテムを使うまで永久に攻撃もテクニックもできなかったが、PSUではほとんどのステータス異常に時間による回復が導入されている。さらに新ステータス異常として「燃焼」などが追加され、アンドロイド系のキャラクタも「毒」のステータス異常になるようになった。これらのステータス異常は主に銃器の弾薬やテクニックなどに付加される。
効果の内容も見直され、例えば「感電」と「麻痺」は同じように攻撃などができなくなるといった極めて似通った効果であったが、「麻痺」は一定時間完全に動けなくなり、「感電」は動けるがテクニック以外の攻撃できなくなるなど、効果に適切な性格付けがされた。

#### テクニック（魔法）と属性の改編
PSOでは炎、氷、雷の3属性の攻撃テクニックに光、闇の2種の特殊攻撃テクニックとステータス上昇/下降系、それに回復、蘇生テクニックという構成だったが、PSUでは6属性に改変された。ステータス系テクニックもそれぞれの属性カテゴリに収まり、攻撃力や防御力があがる物のほかにも、法撃力や命中率が上がるものなど効果の種類が増えた。変更は一部名前にも及んでおり、例えばPSOでいう攻撃力増強テクニック「シフタ」は炎属性のカテゴリに入れられ「アグタール」と改名された。
属性は「フォイエ（炎）」「バータ（氷）」「ゾンデ（雷）」「ディーガ（土）」「レグランツ（旧グランツ/光）」「メギド（闇）」の6種類。そして光を除くすべてのテクニックの攻撃形態がフォイエ系準拠に統一され、自分中心に発動する「ギ系」、前方範囲内に発動する「ラ系」（ギゾンデ、ラゾンデ等）となったほか、新たに詠唱ボタンを押し続けることで攻撃が持続する「ダム系」、敵を追尾する「ノス系」など、様々なテクニックが追加された。ちなみに前作で「メギド」は確率により対象を即死させるテクニックだったが、PSUからはこれに微量ながらダメージが入るようになった。
また、PSOにおいて敵の属性は「ネイティブ」「アルタードビースト」「マシン」「ダーク」の種族形式であったが、本作では廃止され、上記エレメント形式になっている。

#### ミッションへの参加と同時参加人数
PSOでは、明確な目的を設けずに直接冒険エリアへ侵入して、エネミーや最下層で待ち受けるボス、通称「素潜り」が可能であった。これはPSOのストーリー上「ラグオルの調査任務を請け負ったハンターズ（プレイヤー）が主人公」であり、「仕事をすでに請け負っている」状態であるとも言えるため可能であった。
一方のPSUでは素潜りは不可能になっており、必ず「ミッション」を請け負ってから冒険マップへ進入し指示された目的をこなすことでミッションクリアとなる。また最下層に居るボスを倒すことは大半のミッション終了の条件だが、フリーミッション以外は指示された目的（後述するミッション評価の条件）とは結びつかないことも多い。
ネットワークモードのミッションは難易度制になっており、同一ミッションでも「C～S+S2～S4」の多段階難易度が提供されている。これは前作の「ノーマル/ハード/ベリーハード/アルティメット」モードよりも細分化されたものであり、難易度によって敵の強さに加え、手に入るアイテムも異なる。
ミッションをクリアすると中継地点へと移動し、この部分は通常の街と同様のMMORPG形式になっている（ただし街よりも規模は小さく、利用できる施設は限られている）。この中継点から外に出るとさらに別のミッションを請け負うことができ、次の中継点を目指すことになる。
ミッションの種類によっては「ボス」を倒すことが攻略の条件になっている場合もある。これは基本的にイベントシーンが含まれているか否かの違いだけで、オンラインとオフラインモードでその基本形式そのものに違いはない。ちなみにオンラインモードでは一人プレイでもパーティー一つの扱いであり、他のプレイヤーがすでに請け負っているミッションに途中参加する形で、その「パーティー」に加入することも可能。
一度のミッションに同時に参加できるプレイヤーの人数はPSOの4人から6人に増員された。これはPSOが初めてリリースされたドリームキャストのハードウェア性能では不可能な数だったという。より多くのプレイヤーが同時にミッションに参加することでエネミーの攻撃対象を分散させ、また集中攻撃などによる殲滅能率が上がるため、推奨レベル以下でも攻略しやすくなる。
ただし人数が多いと必然的に敵から得るアイテムを多人数で分けるため、稼ぎが少なくなる欠点もあり、またプレイヤーが多すぎることでかえって猥雑感があったり、PlayStation 2版、低スペックコンピュータで遊んでいる人には処理が重すぎてゲームにならない場合もあるなど、逆に少人数でミッションに挑戦するプレイヤーも少なくない。
一般でいうMMORPGでは「パーティー」はレベル差によるキャラクターの性能差が大きすぎるなどして引っ込みがちになり他のプレイヤーに話しかけづらいなど、非常に「組みにくい」が、PSUでは進入できるマップにある程度のレベル制限があり、他のプレイヤーのLvなどもパーティー参加前に簡単に確認もできるため近いレベルのプレイヤーを探すのには苦労しない。またレベル制限は比較的緩く（もっとも簡単な難易度Cではレベル制限がない）若干レベルに差があってもレベルの高いプレイヤーが低いプレイヤーをサポートすればよいだけの話であり、その差もプレイヤーの腕前次第である程度までは埋められる。

#### ミッションクリア
ミッションをクリアーするとミッション中のプレイヤーの行動によって「S」「A」「B」「C」の4段評価がされる。
上位のランクを得るほどミッションポイントやメセタ、アイテム等を獲得でき、採点基準はミッションごとに異なるが、「敵の殲滅率」「パーティー全体の戦闘不能回数」「クリアタイム」「パーティーの参加時間（最初から参加していたか）」「指定された条件の達成率」などによって決められる。ランクCだと、ミッションポイントやメセタが全く得られない。

#### ボス戦の強化
PSOではプレイヤーのレベルが上がりすぎると、たとえそれが適正難易度であろうと「ボスがサンドバッグ状態になる」という現象が発生し（ラストステージのひとつ手前のステージのボス、「ボルオプト」が特に顕著な例とされる）ある意味でゲームバランスが崩壊していた。PSUのオンラインモードでは適正難易度の大ボスをソロ（一人）プレイで倒すのはやや困難な調整がされている。もちろん不可能ではないが、相当のレベル・装備と腕前を要求される。
ボスには弱点があり、主観視点モードにして銃で攻撃するなどで通常よりも大きなダメージを与えることができる。
またボスには複数の命中判定ポイントがあるため、範囲攻撃が可能な武器・テクニックなどを用いて同時にヒットすると、通常の数倍もの大きなダメージを一度に与えられる。ただし、それが可能な武器は近接武器がほとんどで、また接近戦は大きなリスクを伴う。

#### エネミー（敵）行動パターンの変化
PSUの敵・モンスターはPSOの物とは違い、多種多様な行動パターンを持つようになった。
前作ではエネミーの多くの敵がプレイヤーに対して直線的に接近し攻撃を仕掛けるパターンが多かったが、本作では敵エネミーの中でもサイドステップ、バックステップなどの回避行動や、プレス攻撃などの必殺技などを仕掛けてきたり、テクニック（魔法）攻撃を仕掛けてくるエネミーの数もより多く増えた。
また、これらの攻撃や行動はプレイヤーから攻撃を仕掛けたり、凍結などの状態異常を与えることで中断させることもできる。行動のキャンセルを狙い、安全地帯へと避難して再び攻撃を仕掛けるヒットアンドアウェイで戦えば回復アイテムやフォトンポイントの節約になり、同時に死亡率を軽減できる。また、PSOではエネミーの座標位置はクライアント（ユーザー側）依存の部分が大きかったが、PSUではほぼ完全にサーバ依存になった。このためオンラインモードでは敵の座標や攻撃判定に回線の接続延滞が原因による誤差が生じてダメージを受けることもある。

#### NPCとの冒険
PSUのネットワークモードでは条件を満たすとNPCのパートナーカード（※後述）が得られ、呼び出すことでストーリーモードの重要人物とネットワークモードでもパーティーを組むことができるようになる。呼び出されたキャラクタはコンピューター制御であり、行動を指定することはできず、パーティー人数のスロットを一キャラクタにつき1つ使うことになる。NPCキャラクタは同一人物でなければ同時に2人まで呼び出すことができ、基本的に呼び出したプレイヤーのレベルよりも常に少し高いレベルを持つ。オフラインモードでは自分を除いて3人の仲間を呼び出せる。

#### 特殊能力
ナノブラスト
「ビースト」の種族はある一定のレベルに達し、条件を満たすと「ナノブラスト」を行使して獣人化することができる。変身中はステータスが向上し、圧倒的な戦闘能力を得ることができる。効果時間は30秒もしくは50秒（ナノブラストの種類により異なる）。戦闘フィールドのみ行えるナノブラストだが、ストーリー設定上でもシティでのナノブラスト行使は禁止となっている。
SUVウェポン・システム
「キャスト」の種族はある一定のレベルに達し、特定のユニットを装備したうえで条件を満たすと、惑星の軌道上にある衛星から巨大な兵器「SUVウェポン」（サブウェポン）を召喚・一時装備して、それによる必殺攻撃を放つことができる。これらはプレイヤーの攻撃力に依存し、劇的な殲滅能力と特殊効果を持つものもある。効能はPSOでいう「フォトンブラスト」のようなもので、SUVウェポンの種類により攻撃範囲などは可変する。
「ヒューマン」「ニューマン」種族ではこれらに該当する特殊能力はないが、「イルミナスの野望」オンラインモードではアップデートによりではヒューマン・ニューマンが装備可能なSUVウェポン・ユニットが入手可能になった

### マイルーム
PSUでは自分専用の部屋「マイルーム」が追加された。
自宅を持つというコンセプトはウルティマオンラインから存在するが、それが導入されているソフトはまだ少ない。理由としては管理が大変なのと、プログラムが難しくなること。PSUもサービス開始当初にマイルームにまつわる接続不良が異常なほど頻発した。特に問題と思われるのは「家」を建築する方法とプレイヤーに「家」を建築する場所を提供する方法だろう。本作の場合は はじめからキャラクタごとにアパートやマンションの一室のような形で付与されている。
マイルームはチケットを購入すると「模様替え」して部屋のイメージを変更することができる。また、ルームアイテムと呼ばれるコレクション用のアイテム手に入れると部屋にある飾り付け用のポイントに設置することが可能である。イルミナスの野望専用ルームでは設置の自由度が上がっている。
部屋の奥には「ベッド」、「ビジフォン（ゲーム内情報等を閲覧できる立体表示端末）」、同一アカウント内のキャラクター同士でアイテム交換できる「共有倉庫」、「パートナーマシナリー」（※後述）が設置されている。パートナーマシナリーは「キャラクター個人用の倉庫」と「アイテム合成」、「プレイヤーと同時に冒険する仲間」といった要素を持ち合わせている。
他のプレイヤーを自分の部屋に招き入れるには あらかじめパートナーカードを交換してビジフォンから行きたいプレイヤーのルームを選択する方法が一般的である。他にショップを開いているルームを検索して見知らぬプレイヤーの部屋にお邪魔することも可能である。逆に出入り口の脇にあるタッチパネルを操作することによって他のプレイヤーの出入りを禁止することもできる。

#### パートナーマシナリーによる生産と販売
PSOはエネミー（モンスター）を倒すことで現品がアイテムとしてドロップしたが、PSUではアイテムを作るのに必要な基板や素材がドロップすることが多い。この基板や素材は店で買うことができるものがほとんどだが、ドロップでしか手に入らないレアな物も存在する。
アイテムの合成はベースになる「基板」と「素材」を自分専用の部屋「マイルーム」にいる「パートナーマシナリー」（通称パシリと呼ばれている）に渡すことで行える。合成の成功確率は完成品の持つ基本的な成功確率とパートナーマシナリーの能力によって左右される。基本的に武器や防具は店で買うか、モンスターからのドロップを期待するが、モンスターが武器を完成品の状態で落とす確率は低く、また店売りの製品は可変値（属性性能）が無かったりなど、良い装備を得るには必然的に合成を頼らざるをえない。なお、武器などの装備品は完成するまでに要する時間はアイテムによって異なり、全く時間のかからないものから4時間以上要するものまである。レアリティの高いアイテムほど時間が掛かる傾向がある。なお、ログアウトしていても合成作業は行われている。こうして生産して作られた装備品はマイルームをカスタマイズして「ショップ化」すれば他のプレイヤーにむけて販売することができる。パートナーマシナリーはエサ（回復アイテムや武器、防具など）を与えると進化し、進化によって生産成功率が上昇する。また、人間型（プレイヤーキャラより明らかに小さい人形）にまで進化させればプレイヤーと共に冒険をすることも可能になる。

### コミュニケーション
前作PSOは柄やアイコンを組み合わせて表情や絵を作りそれを表示させる「シンボルチャット」やゲーム中に演出として使われているモーションなどを流用した「ロビーアクション」、ギルドカード（名刺）交換をして互いにゲーム内メールをやりとりする「シンプルメール」、そして最も画期的だったのが他国のプレイヤーにも意思を伝えることのできる「ワードセレクト」といった多彩なコミュニケーション方法が導入されていた。
特に「ワードセレクト」はネットワークゲーム史上類を見ない機能である。一方のPSUではワードセレクト、シンボルチャットは機能から削除され新たに「カットイン」と「フキダシ形状変化」「ブラックリスト」が導入された。
フキダシ
フキダシ形状変化は自分の発した文字列と他人が発したおなじ文字列のフキダシとが合体しフキダシと文字が巨大に変化する。
イベント時など非常に他のプレイヤーとの連帯感を持ちやすい。また、特定のキーと組み合わせて発言するとフキダシが針状になって「バーン」と効果音が鳴ったり、雲状になって「ふわふわ」と音が鳴ったりする。これで感情表現（！・？）だけでは表現しきれなかった「ハイテンション」であったりだとか、「困惑している」などの感情表現方法がより豊かになった。遠くにいるプレイヤーのフキダシは小さく表示される。
また、文字とフキダシの形が同じになった場合に、フキダシ同士が重なって発言した文字が大きく表示される。
カットインシステム
「カットイン」はメッセージと同時にプレイヤーキャラクターの顔と表情を画面上に表示させる機能である。
チャットコマンド
上記フキダシやロビーアクション、カットインなどはチャット入力ボックスからコマンドを入力して呼び出すこともできる。
また、チャットコマンドを使うことでキャラクターボイスを出したり効果音を出したり文字列の色を変更するなども可能になった。さらに擬似的にダイスを転がしたりトランプを引いたりできるなど、他のゲームソフトではあまり見られない様々な機能が追加されている。
パートナーカード
PSOでは「ギルドカード」と呼ばれていた機能。通称「パトカ」と呼ばれている。
前作ではカードの持ち主がログインしているかどうか確認するために一枚ごとに検索しなくてはならなかったが、本作では自動でイン/アウトの状態が更新されるようになった。持ち主へのシンプルメールの送信や、現在居るユニバース、参加しているパーティー名などを参照し、直接パーティーに誘うこともできる。私的な問題で通信をしたくない場合はここからブラックリストに登録することも可能。
また、条件を満たすとストーリーモードに出てきたNPCやパートナーマシナリーのパートナーカードを得られ、そこからNPCをパーティーとして登録して一緒に冒険することもできる。
シンプルメールの機能拡張
PSOで人気だったシンプルメールの機能が拡張され、同時に同じ内容の文章を複数のプレイヤーに送信できるようになった。
また、オフラインのプレイヤーにもメールを送信できるようになりモバイル版PSU公式サイトに接続すればPSUがプレイできる環境に無くともiモードなどの携帯端末からメール内容を確認できるようになった。ただしこの機能を使うには月額315円の使用料が別途加算される。
ブラックリスト
PSUではドリームキャスト版PSOの頃から待望されていたブラックリスト機能が追加された。
この機能は他のゲームソフトでもよくある登録されると登録者へ対するパーティーの結成、パートナーカードの送信、チャット発言、シンプルメールなどのあらゆる通信が遮断されるという物である。相手のPSU以外で使っている通信手段（メッセンジャーや電話、メール、直接会う等）を用いない限り、登録したプレイヤーと登録されたプレイヤーは直接コミュニケーションをとることができなくなった。ブラックリストの登録に関して基本的に運営チームは関与しない事としている。なお、第三者を介せばコミュニケーションをとることは一応可能である。
ただし、ブラックリストに登録された相手が自分のパートナーカードを持っている場合には自分のオンライン/オフライン状態のみ確認することができてしまうので注意が必要である。
地面・椅子に座る
PSUでは「ロビーアクション」に「座る」が追加され、ロビーアクションを行うことのできる状態なら地面に、椅子やベッドがある状態ならそれに座ることができるようになった。この座るポーズには男女差があり、さらに特定のキーを入力するとポーズが変わるようになっている。逆にPSOにあったフォトン・チェア（どこでも座れるビニール風船のような腰掛）は廃止された。
アイテム分配
冒険中に手に入れたアイテムは「取得者に分配」「完全ランダムに分配」「順番ランダムに分配」の3種類によって分配できるようになった。
「取得者分配」を選択すればアイテムを拾った人物に、「完全ランダム分配」はそのつどランダムに、「順番ランダム分配」ではランダムに最初の一人が選ばれ、以後順番にアイテムが分配される。
全てのアイテムには一定のレアリティが定められており、あるランク以上のアイテムを習得した場合はシステムメッセージでだれがどのレアアイテムを拾ったのかが告知されるようになっている。
この仕様はPSOにおいてレアアイテムの持ち逃げなどが問題視されており、それに対する答えとして実装された。
なお、メセタについてはレア以外の分配規則を「完全ランダムに分配」「順番ランダムに分配」にした場合、パーティメンバーで均等に分配される。

## ストーリーモード
ストーリーモードは無印版オフライン専用モードの1つで、プレイヤーはグラール太陽系を守る保安集団「ガーディアンズ」をある過去の出来事から毛嫌いする主人公「イーサン・ウェーバー」となってゲームを進める。
イーサンはある事件をきっかけに心変わりし「ガーディアンズ」に入団、同期入団したヒューガ・ライトや教官のカレン・エラ 等、ガーディアンズの仲間と共に任務をこなしつつ、太陽系外から突然襲来して周囲の生物を凶暴な性質に変化させる謎の生命体「SEED」（シード）の“浄化”と古代に滅んだ技術をめぐり 敵対するキャスト部隊（同盟軍）や宇宙海賊らと衝突や共闘を繰り広げながら物語の核心を目指すことになる,、スペースオペラのアクションRPGである。
ストーリーモードで操作するイーサンはオンラインモードのプレイヤーとは異なり、いわゆる「ヒーロー特権」が与えられている。
イーサンは職業に左右されず様々な武器やテクニックを扱うことが可能で、敵の攻撃に対する耐性も高めに設定されている。それに加えさらにオンラインモードに比べてレベルアップや通貨の取得量、エネミーの強さなどのハードルも低く設定されており、それほど苦労することなく進められるため、純粋にアクションRPGとして遊べる作りになっている。尚、ロビーアクション・チャットなどの機能が不要のため一部制限されている。
ストーリーモードは章仕立てになっており、アニメ番組や同社の人気作の1つサクラ大戦と同様の「オープニングムービー」→「オープニング」→「ゲーム」→「エンドロール」→「次章予告」→「セーブ画面」となっており、同様の構成になっている。プレイ時間はセガ告知で約30～40時間とされているが、急ぎ足で攻略した場合は15時間を切ると言われている。
オンラインモードのチュートリアルとしての立ち位置であることに加え前作のPSOから全く違う世界になったため、このモードは世界観とシステムの説明的な色合いが濃い。
主人公のイーサンがこの世界の普遍的常識であるガーディアンズについて無知であるのは、「毛嫌いしているために知ろうとしなかったため」として、事ある毎に説明を割り込ませても違和感が出ないように構成されており、導入口としては非常にわかりやすくできている。

### 世界情勢と惑星
PSUは4つの種族と「グラール太陽系」の同軌道を回る「パルム」「ニューデイズ」「モトゥブ」の3惑星、そしてプレイヤーの基地となる「ガーディアンズ・コロニー」から構成される独特な世界情勢を持っている。
ヒューマンが自ら遺伝子操作をして作り出したニューマン、そして奴隷として作られたビーストとアンドロイドであるキャストとの間で四つ巴の500年にわたる種族間戦争が起こり、その末に惑星パルムはキャストが、モトゥブをビーストが、ニューデイズをニューマンが統治することになった。
その後、保安集団「ガーディアンズ」が拠点にするために購入したコロニー、通称「Gコロニー」がその組織の肥大化に伴い大きく発展し、現在ではあらゆるところからの移住者で100万人規模の生活民を抱える巨大コロニーに成長した。
ガーディアンズ・コロニー
ガーディアンズの拠点基地として購入されたコロニー。元々は小さな物だったが組織の肥大化により拡張され、現在では100万人を超える人々が住むようになった。
ゲーム中では極一部の地域にしか進入できないためその全容は不明だが、移動手段としてリニアライン（リニアモーターカーのようなもの）などが発達、整備されている事から相当に大きな建造物だと思われる。
政治についても他の惑星の関与を一切受けない自治権を持っている。
完全に人工的に作られているため特に危険生物などは存在せず、グラール太陽系で最も安全な場所だったが、"SEED"の襲撃にあってからはリニアラインや生産工場などに凶暴なエネミーが散発して発生するようになってしまった。
プレイヤーが拠点にする街は「クライズ・シティ」と呼ばれる大型都市で、同タイプの居住区が他にも存在するらしいが作中では触れられていない。
惑星パルム
惑星パルムは地球に近い自然環境を持ち、緑と水が豊富な青い惑星である。過去500年前にあった戦争のため、現在の緑地の多くは植林により整備されたものである。地表を占める知的生命体はヒューマンとキャストで、人口はヒューマンの方が多いが、公権力のほとんどをキャストが掌握している。
表面的な治安は安定している一方で「キャスト至上主義」を掲げるキャストが多く、ヒューマンを含めた他種族に対する"種族差別"が3惑星の中で最も激しい。「キャスト至上主義」を掲げるキャスト達は、しばしば他の種族(特にヒューマン)を指して「劣等種」と発言する。
元より大型の危険な原生生物が存在するものの SEED襲来までは比較的平和な惑星だった。かつての首都は「メルヴォア・シティ」だったが、約20年ほど前に謎の大爆発を起こし首都は「タルカス・シティ」となっている。ゲーム上での拠点は「ホルテス・シティ」。
またPSUの世界ではロボット工学三原則は存在しないか、あるいは消滅している。要避難民がいるにもかかわらず緊急措置と称して草原を焼き払おうとしたり、機密上の重要人物を殺害するなど、極端な合理主義である。しかし「心」を無駄なものだと否定している割に 過去500年前にあった戦争の事を未だに根に持っており、むしろ感情的であると言える。
惑星ニューデイズ
緑色に輝く惑星で、ニューマンが率いる「グラール教団」が統治している。
巨大な植物や原生の密林が多く、飛行能力を持つ凶暴な原生生物が多数存在するため、一部地域の上空を攻撃能力を持たない飛行船で航行する事は非常に危険である。
首都は「オウトク・シティ」。ヴェネツィアのように街は水上に浮いており、床の一部がガラスのような物質で出来ている。一方で施設や街の景観は、アジアンテイストが漂うものになっている。遠方には全体が水で出来たグラール教の総本山「オウトク山」を臨むことができる。
ニューマンは元々、ヒューマンたちが自分たちの高位種として作った種族であったが、後に弾圧されてニューデイズに移住した。一見して人当たりが良い性格に見えるものの、排他的で他種族に対して冷たい者もいる。
惑星モトゥブ
自然環境が非常に劣悪で、全体が砂漠化しているために赤色に輝いている惑星。あらゆるところで岩肌が丸見えで、治安が非常に悪く 街の外にいる原生生物もその大半が凶暴、凶悪である。一方で鋼鉄資源が豊富で労働者を求めている者も多い。
これといった国家は成立しておらず、表立っては通商連合の取り決め、裏ではローグスと呼ばれる（いわゆるヤクザやギャングに近い）ならず者たちが国政を取り仕切っているのが現状である。主人公やプレイヤーが拠点として降り立つ街は「ダグオラ・シティ」。
ビーストは肉体労働用に遺伝子組み換えされただけあり、筋肉質で大柄な個体が多いが、中には"小ビースト"と呼ばれる、成体になっても小学生の3～4年生程度にまでしか成長しない固体もある。義侠心に厚いが、それと同等に排他意識が強い。

### エクストラモード
エクストラモードとは、ストーリーモードをある一定まで進めるとプレイが可能になる、無印版オフライン専用のゲームモードである。
このモードでは、ネットワークモード同様、プレイヤーがキャラクターをクリエイトしゲームを進めていくことになる。基本はストーリーモードから物語展開を省いたものであり、エンディングは無い。エネミーの強さや獲得できるメセタの量などゲームのバランスにかかわる部分もストーリーモードと変わらない。
エクストラモードで受諾できるミッションやパーティー編成可能なキャラクターは、ストーリーモードの進行具合によって増えていくが、最終的にはストーリーモードには存在しないミッションが追加される。
ストーリーモード同様、ロビーアクション・チャットなどの機能は不要のため一部制限されている。

### オフラインとネットワークモードの違い
ストーリーモードは登場するアイテムやミッションなどがネットワークモードに比べると制限されている。マイルームの大きさや武具の性能や種類、エネミーの強さ、合成確率、属性付加率、武器強化成功率などにも違いがあり、基本的にストーリーモードの方がハードルが低く設定されているためやり込み要素は少ない。これらの点からストーリーモードはあくまでネットワークモードへの導入程度と考えられる。

### オフラインモードとネットワークモードの繋がり
ネットワークモードには通常のミッションの他に一人プレイ用の「ストーリーミッション」が用意されている。ストーリーミッションはオフラインプレイのストーリーモードやPSOのクエスト同様にプレイヤーが物語を進めていく形式であり、「エピソード2」としてストーリーモードから続く物語が展開する。イベントシーンにおいてキャラクターの台詞にボイスはなかったが、続編の「イルミナスの野望」では登場する全NPCの台詞にボイスが追加されている。

## オンラインサービス開始直後の不具合問題
オンラインモードの正式サービスの開始はパッケージ発売日である2006年8月31日からであったが、サービス開始後に不具合が発生し、2006年9月15日まで延期された。不具合は接続不良／サーババグであり、修復に際してはWindows／PS2版発売後の七日間が費やされ、一部ゲーム専門のマスメディアにも取り上げられている。
ただし、この不具合の発生中においても、インターネット認証が必要とされるWindows版の「ストーリーモード／エクストラモード」のプレイと、サーバーへのゲームデータのセーブはできるように措置された。

### 原因
運営側はPSOの運営経験と、2006年5月にWindows向けに行われたネットワークモードのクローズドβトライアル、そして同8月に配布されたPlayStation 2版の体験版での接続状況などから、同時接続者数は出荷数10,000本に対して2,000人程度と想定していた。しかし実際には想定以上のユーザーが接続し、サーバの不安定化と数々のバグを招く結果となった。接続が集中した理由については様々あるが、概してWindows版ではオフラインモードのプレイにもインターネットによる認証が必要であったことや、当時の新作オンラインゲームの中で最も注目されていたタイトルであったことが挙げられる。
サーバのパンクやバグはオンラインゲームではしばしば発生するが、この場合については運営側の準備不足であったとする声が多い。

### 経過
この問題に対し運営側もサーバ増強を繰り返し対応していたが、十分な容量を確保できず、運良くサーバに接続できた僅かなプレイヤーのみ本作をプレイできる状況におかれた。また、ユーザーによっては他人のキャラクターデータと入れ替わってしまったり（同様の問題は『ファンタシースターオンライン ブルーバースト』の初期でも発生している）、ゲーム内通貨「メセタ」やアイテムが複製できる等の運営上致命的な不具合が発見された。事態を重く見た運営側は9月3日にサーバを停止し、サービスを中断した。9月5日、今までのデータ全てを削除した上で9月6日の夕方に試験運営として再開し、この時点で作られたキャラクターは正式運営後も継続して利用できるようにするとアナウンスされた。
告知通り6日に「試験サービス」が開始されたが、同時接続者数を大幅に制限した状態であったため、この時点でも完全なサービスを提供するには至っていない。その後も度重なるメンテナンスが実施され、徐々にサーバへの接続人数が拡充されはじめたものの、メンテナンス時間は予定を超えて延長されることが常であった。そのため耐え切れなくなった一部の顧客は返品を要求したり、消費者協会に訴える行動を起している。
9月15日、トラブルの抜本的な解決を目指し、新規のサーバ群「ワールド2」が開設され、運営は同時に「正式サービス」に移行した。その際、既にユーザー登録されたアカウントに対しては10月末日まで無料期間が延長されたが、未だ完全なプレイは不可能な状態であった。
その後も度々サーバが不安定となったものの、発売から数ヶ月が過ぎた頃には接続の安定した状況でのプレイが可能となりはじめ、事態は収束に向かった。

## 主な開発スタッフ
- チーフプロデューサー：中裕司
- プロデューサー：見吉隆夫
- ディレクター：酒井智史
- アートディレクター：北村耕生
- メインプログラム：高橋保裕

## 主題歌

### オープニングテーマ
『Save This World』
- 作詞：橋本寛
- 作曲：小林秀聡
- 編曲：Philippe Saisse
- 歌：Kelli Sae

### エンディングテーマ
『With You』
- 作詞：熊谷文恵
- 対訳：橋本寛
- 作曲/編曲：熊谷文恵、床井健一
- 歌：Lita Harvey

### グランドエンディングテーマ
『For Brighter Day』
- 作詞：熊谷文恵
- 対訳：橋本寛
- 作曲/編曲：熊谷文恵、床井健一
- 歌：Philippe Saisse Acoustique Trio featuring Kelli Sae